# Asta Nielsen
Asta Nielsen (Koppenhága-Vesterbro, 1881. szeptember 11. – Frederiksberg, 1972. május 25.) dán színésznő.

## Magánélete
Nielsen több alkalommal házas volt. 
- 1912: Urban Gad (1879–1947), 1918-ban elváltak
- 1919: Freddy Wingaardh, 1927-ben elváltak
- 1970: Anders Christian Theede (1899–1988)

1923 és 1930 között Gregori Chmara (1878–1970) Asta élettársa volt.
Az összes házasság gyermektelen volt, de Jesta nevű lánya volt (1901–1964).

## Filmográfia

### Némafilmek
- 1910:  Afgrunden
- 1911: Heißes Blut
- 1911: Nachtfalter
- 1911: Den Sorte drøm
- 1911: Im großen Augenblick
- 1911: Zigeunerblut
- 1911: Balletdanserinden
- 1911: Der fremde Vogel
- 1911: Die Verräterin
- 1912: Die Macht des Goldes
- 1912: Die arme Jenny
- 1912: Zu Tode gehetzt
- 1912: Der Totentanz  (fragment)
- 1912: Die Kinder des Generals
- 1912: Wenn die Maske fällt
- 1912: Das Mädchen ohne Vaterland
- 1912: Jugend und Tollheit
- 1912: Der Tod in Sevilla – rendező: Urban Gad
- 1913: Komödianten
- 1913: Die Sünden der Väter
- 1913: Die Suffragette
- 1913: S1
- 1913: Die Filmprimadonna
- 1914: Engelein
- 1914: Das Kind ruft
- 1914: Zapatas Bande
- 1914: Das Feuer – rendező: Urban Gad
- 1914: Die falsche Asta Nielsen
- 1914: Weiße Rosen – rendező: Urban Gad
- 1914: Die ewige Nacht
- 1915: Vordertreppe – Hintertreppe
- 1916: Engeleins Hochzeit
- 1916: Das Liebes-ABC
- 1916: Dora Brandes
- 1916: Im Lebenswirbel
- 1916: Aschenbrödel
- 1916: Das Eskimobaby – rendező: Walter Schmidthäusler
- 1917: Das Versuchskaninchen – rendező: Edmund Edel
- 1918: Das Eskimobaby
- 1918: Die Börsenkönigin
- 1919: Rausch – rendező: Ernst Lubitsch
- 1919: Das Ende vom Liede – rendező: Willy Grunwald
- 1919: Nach dem Gesetz
- 1919: Mod lyset
- 1920: Der Reigen
- 1920: Mata Hari – rendező: Ludwig Wolff
- 1920: Kurfürstendamm
- 1920: Steuermann Holk
- 1921: Hamlet
- 1921: Irrende Seelen – rendező: Carl Froelich
- 1921: Fräulein Julie
- 1921: Die Geliebte Roswolskys
- 1922: Vanina
- 1922: Die Tänzerin Navarro
- 1922: Der Absturz
- 1923: Erdgeist
- 1923: Das Haus am Meer
- 1923: I.N.R.I. – Ein Film der Menschlichkeit
- 1924: Die Frau im Feuer
- 1924: Die Schmetterlingsschlacht
- 1925: Hedda Gabler
- 1925: Lebende Buddhas
- 1925: Bánatos utca (Die freudlose Gasse) – rendező: Georg Wilhelm Pabst
- 1927: Laster der Menschheit
- 1927: Dirnentragödie
- 1927: Gehetzte Frauen
- 1927: Kleinstadtsünder
- 1927: Das gefährliche Alter

### Hangosfilmek
- 1932: Unmögliche Liebe
- 1968: Asta Nielsen (Dokumentumfilm) – rendező: Asta Nielsen

## Fordítás
- Ez a szócikk részben vagy egészben  az   Asta Nielsen című német Wikipédia-szócikk fordításán alapul.  Az eredeti cikk szerkesztőit annak laptörténete sorolja fel. Ez a jelzés csupán a megfogalmazás eredetét és a szerzői jogokat jelzi, nem szolgál a cikkben szereplő információk forrásmegjelöléseként.
- Ez a szócikk részben vagy egészben  az   Asta Nielsen című dán Wikipédia-szócikk fordításán alapul.  Az eredeti cikk szerkesztőit annak laptörténete sorolja fel. Ez a jelzés csupán a megfogalmazás eredetét és a szerzői jogokat jelzi, nem szolgál a cikkben szereplő információk forrásmegjelöléseként.